# Lothar Maier
Lothar Maier, né le 19 juin 1944 à Wolfach (Allemagne nazie), est un homme politique allemand, membre du parti Alternative pour l'Allemagne. Il est élu au Bundestag, à la suite des élections de 2017. Il ne se représente pas lors des élections de 2021.